# Joanna Going
Joanna C. Going (Washington D.C., 22 juli 1963) is een Amerikaans actrice.

## Biografie
Going werd geboren in Washington D.C. in een gezin van zes kinderen, van wie zij de oudste was. Zij werd geboren in Washington D.C. maar groeide op in Newport (Rhode Island), waar zij de high school doorliep aan de Rogers High School waar zij in 1981 haar diploma haalde. Hierna ging zij voor twee jaar studeren aan de Emerson College in Boston om daarna verder te studeren aan de American Academy of Dramatic Arts in New York.
Going begon in 1986 met acteren in de televisieserie Search for Tomorrow. Hierna heeft zij nog meerdere rollen gespeeld in televisieseries en films zoals Another World (1987-1989), Dark Shadows (1991), Wyatt Earp (1994), Spin City (2001), Home Alone 4: Taking Back the House (2004), Close to Home (2007) en The Tree of Life (2011).
Going trouwde op 10 oktober 2004 met Dylan Walsh met wie ze een kind heeft. Op 15 december 2010 maakte Walsh bekend dat hij echtscheiding had aangevraagd, wat in 2012 werd bekrachtigd. 

## Filmografie

### Films
Uitgezonderd korte films.
- 2019 Drowning - als Catherine
- 2018 Nostalgia - als Marge
- 2015 The Sphere and the Labyrinth - als Jordana
- 2014 Love & Mercy - als Audree Wilson
- 2014 Ready or Knot - als Margo
- 2011 The Tree of Life – als vrouw van Jack
- 2009 Chasing a Dream – als Diane Stiles
- 2007 McBride: Dogged – als Sarah Sinclair
- 2006 My Silent Partner – als Phyllis Webber
- 2003 Runaway Jury – als Celeste Wood
- 2003 111 Gramercy Park – als Cathy Wilton
- 2002 Home Alone 4: Taking Back the House – als Natalie
- 2002 Georgetown – als ??
- 2001 Lola – als Sandra
- 2000 Cupid & Cate – als Cynthia
- 2000 Thirty – als ??
- 1999 NetForce – als Toni Fiorelli
- 1998 Heaven – als Jennifer Marling
- 1998 Phantoms – als Jennifer Pailey
- 1998 Blue Christmas – als prettige vrouw
- 1997 Still Breathing – als Rosalyn Willoughby
- 1997 Commandments – als Karen Warner
- 1997 Little City – als Kate
- 1997 Inventing the Abbotts – als Alice Abboutt
- 1996 Keys to Tulsa – als Cherry
- 1996 Eden – als Helen Kunen
- 1995 Nixon – als studente
- 1995 How to Make an American Quilt – als jonge Em
- 1995 Children of the Dust – als Rachel
- 1994 Wyatt Earp – als Josie Marcus
- 1993 Nick's Game – als Laura Swenson
- 1993 New Year – als Katie Hartman

### Televisieseries
Uitgezonderd eenmalige gastrollen.
- 2020 Interrogation - als mrs. Fisher - 9 afl.
- 2014 - 2017 Kingdom - als Christina Kulina - 40 afl.
- 2013 - 2014 Firsts - als Jenna - 2 afl.
- 2014 From Dusk Till Dawn - als Jennifer Fuller - 3 afl.
- 2014 House of Cards - als first lady Tricia Walker - 7 afl.
- 2013 Mad Men - als Arlene - 2 afl.
- 2007 Close to Home – als Samantha veeder – 3 afl.
- 2001 Spin City – als Julia Rhodes – 3 afl.
- 1992 – 1993 Going to Extremes – als Kathleen McDermott – 17 afl.
- 1991 Dark Shadows – als Victoria Winters – 12 afl.
- 1987 – 1989 Another World – als Lisa Grady - ? afl.

- Bibliothèque nationale de France: cb14182087x (data)
- Gemeinsame Normdatei: 1174813660
- International Standard Name Identifier: 0000 0001 1934 8179
- Library of Congress Control Number: no2001038831
- Nationale Bibliotheek van Israël: 987007430352005171
- Virtual International Authority File: 268785326
- WorldCat: E39PBJwmVwWHrTVyJcPTWhJdQq